# Ozimops
Ozimops is een geslacht van zoogdieren uit de familie van de bulvleermuizen (Molossidae). De wetenschappelijke naam van het geslacht werd in 2014 gepubliceerd door Reardon et al. als ondergeslacht van Mormopterus. In 2015 werd het als apart geslacht erkend.

## Soorten
Er worden 9 soorten in dit geslacht geplaatst:
- Ozimops beccarii (Peters, 1881)
- Ozimops cobourgianus (D. H. Johnson, 1959)
- Ozimops halli (Reardon et al., 2014)
- Ozimops kitcheneri (McKenzie et al., 2014)
- Ozimops loriae (O. Thomas, 1897)
- Ozimops lumsdenae (Reardon et al., 2014)
- Ozimops petersi (Leche, 1884)
- Ozimops planiceps (Peters, 1866)
- Ozimops ridei (Felten, 1964)